# Dragalina

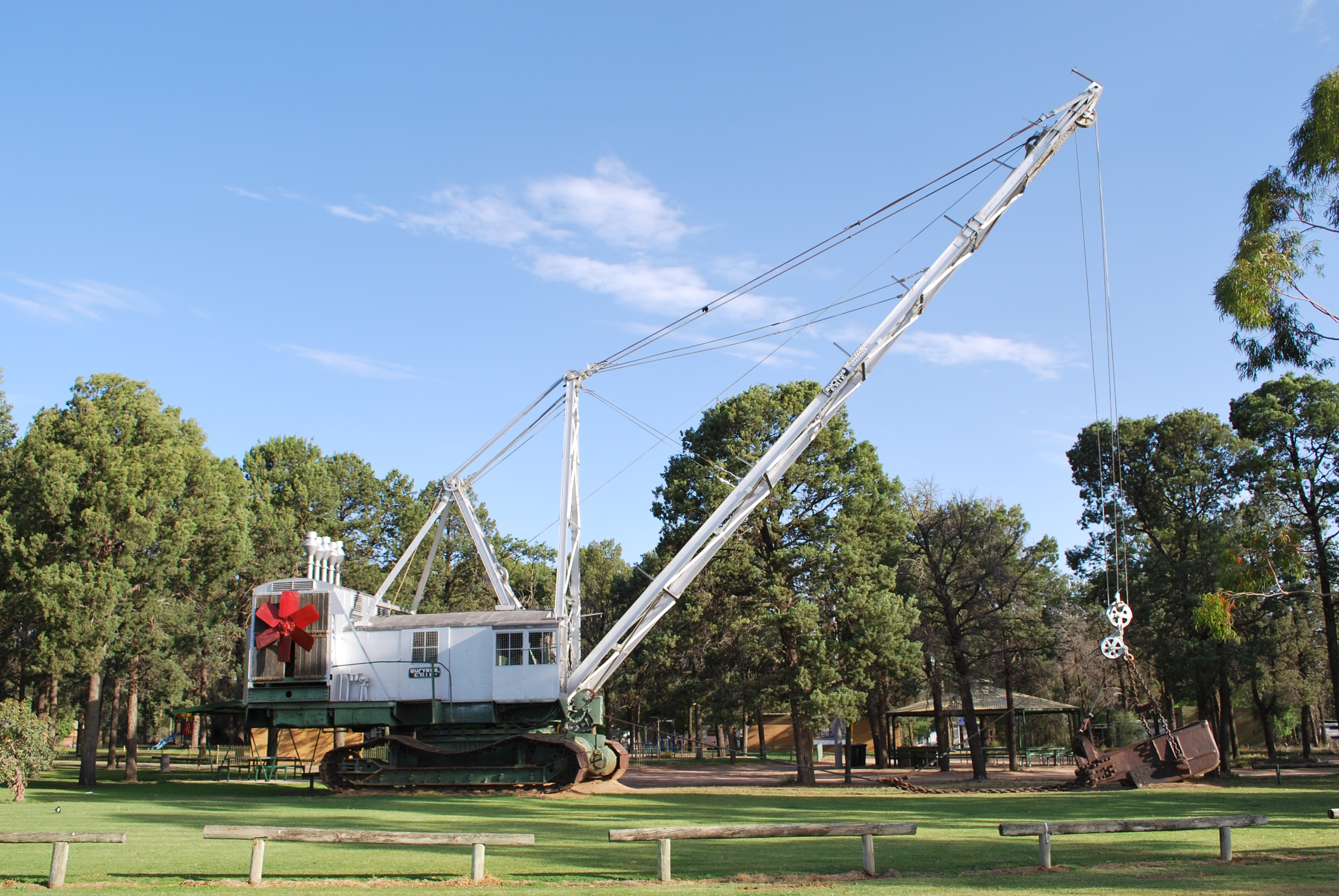
Dragalina.

La dragalina es una máquina excavadora de grandes dimensiones. Por eso se construye en el mismo lugar donde se va a usar, en minería y en ingeniería civil, para mover grandes cantidades de material. Es especialmente útil en lugares inundados: por ejemplo para la construcción de puertos.
La Dragalina está formada por las siguientes partes: 
1. La estructura principal, en forma de caja, que tiene movimiento rotatorio. Aquí reside el motor, diésel o eléctrico, y la cabina de mando.
2. El brazo móvil o mástil que soporta la pala cargadora.
3. La pala cargadora que está sujeta verticalmente al brazo principal y horizontalmente a la estructura principal a través de cables y cuerdas.
4. Cables, cuerdas y cadenas que permiten la maniobra del proceso de excavación.
5. tiene unos pies metálicos debido a que las ruedas o las orugas de los tanques se hundirían.

El proceso de carga y descarga, a pesar de la dimensión de la estructura, es relativamente rápido. La cantidad de material que se puede excavar y arrastrar en cada ciclo de excavación depende del volumen de la pala, que puede llegar a los 30 - 60 metros cúbicos. 
Ésta máquina se transporta en grandes remolques, ya que por sí misma sólo puede recorrer unos pocos metros. Por tanto, el coste total se eleva debido al transporte, que resulta rentable cuando sólo hace falta excavar muchos metros cúbicos de tierra en grandes superficies.